# Thomas Georg von Venediger
Thomas Georg von Venediger (* 30. März 1686 in Drachenstein, Kreis Rastenburg; † 17. April 1732 in Smilten) war ein russischer Generalmajor.

## Leben
Thomas Georg war Angehöriger des preußischen Adelsgeschlechts von Venediger. Seine Eltern waren der polnisch-kursächsische Generalleutnant Wolf Heinrich von Venediger († 1706) und Catarina Elisabeth, geborene von Erlach (1650–1710). Er vermählte sich mit Christina Elisabeth von Strohkirch (1625–173?), Tochter des Ökonomie-Statthalters von Riga Michael von Strohkirch († 1724). Aus der Ehe sind zwei Töchter und zwei Söhne hervorgegangen.
Er war Erbherr auf dem preußischen Rittergut Drachenstein. Im April des Jahres 1711 wurde Venediger von seinem Lehnsherren, König Friedrich I. die Erlaubnis erteilt in russischen Militärdiensten zu verbleiben. Zu diesem Zeitpunkt war er bereits Generaladjutant bei Fürst Alexander Danilowitsch Menschikow, was er auch zu dessen Tod im Jahre 1729 blieb. Zu Beginn des Jahres 1726 war er Generalmajor mit Garnison in Estland, erhielt aber im selben Jahr seine Versetzung ins Gouvernement Archangelsk. Er wechselte im Juni 1729 zum Nizow. Korps und erhielt im August selben Jahres seinen Marschbefehl nach Persien. Wegen der damit verbundenen Unwägbarkeiten hat Venediger in Riga sein Testament aufgesetzt. Im November 1731 stand er bei der Infanterie Inspektion.